# St.-Johannes-Kirche (Deutz)

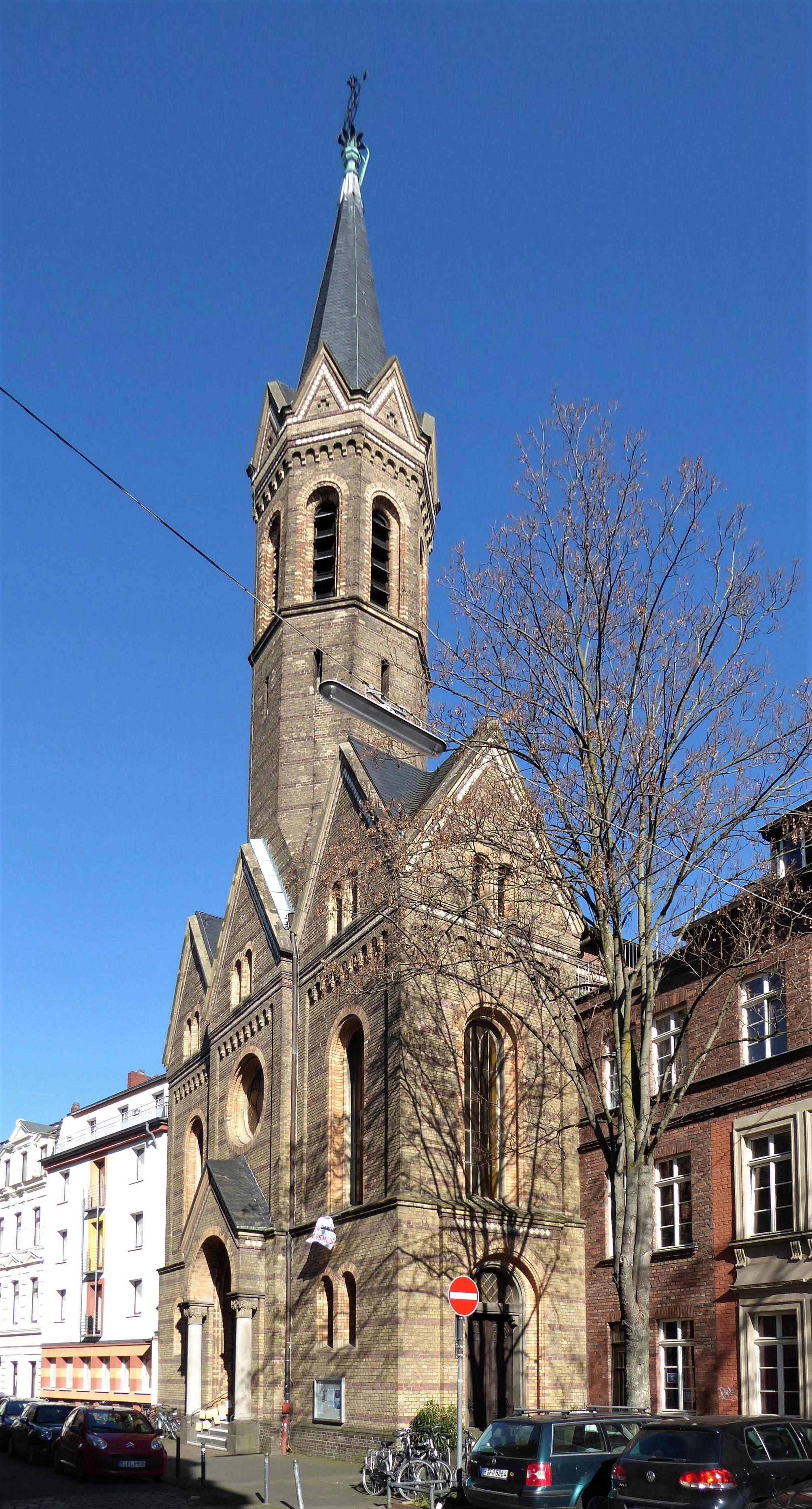
Die St.-Johannes-Kirche

Die St.-Johannes-Kirche ist eine evangelische Kirche in Köln-Deutz. Sie ist eins der beiden Kirchengebäude der Evangelischen Kirchengemeinde Köln-Deutz/Poll im Kirchenkreis Köln-Mitte der Evangelischen Kirche im Rheinland.

## Baugeschichte
Da für alle evangelischen Gläubigen im Bereich der rechtsrheinischen Orte gegenüber von Köln nur eine evangelische Kirche (die Friedenskirche in Mülheim) existierte, entstand Mitte des 19. Jahrhunderts der Entwurf von Robert Ferdinand Cremer für einen Kirchenbau im damals selbständigen Deutz. Der Bau begann 1859, und am  Reformationstag 1861 wurde die St.-Johannes-Kirche eingeweiht. Mit dem Bevölkerungswachstum war das zunächst solitär stehende Bauwerk bald in den Straßenzug der Tempelstraße eingebunden. Es sticht mit einem achtseitigen Turm und Portal hervor, die aus dem dreiteiligen Westriegel aufragen. Die Kirche wurde von Eduard Kramer in einem Stilmix mit klassizistischen und neuromanischen Elementen im Stil von Friedrich August Stüler und Ernst Friedrich Zwirner nach dem Eisenacher Regulativ erbaut.
Im Zweiten Weltkrieg brannte die Kirche in der Nacht vom 31. Mai zum 1. Juni 1942 vollständig aus. 1943 verursachte eine Sprengbombe weitere Schäden. Der Wiederaufbau erfolgte in Etappen: 1952 wurde die geschwungene Orgelempore eingebaut, die Orgel kam 1963 hinzu und 1970 der Turm in seiner ursprünglichen Höhe.

## Orgel
Die Orgel von 1963 stammt aus der Kölner Werkstatt von Willi Peter im benachbarten Mülheim. Sie hat 27 Register, zwei Manuale und Pedal mit mechanischer Traktur. 2003 wurde sie von der Firma Karl Schuke Berliner Orgelbauwerkstatt überholt. Dazu gab es ein 1973 von der Firma Gebr. Oberlinger Orgelbau gebautes Positiv, das ebenfalls 2003 von Schuke generalüberholt wurde.
| I Hauptwerk C–g3 |                  |        |
| 1.               | Pommer           | 16′    |
| 2.               | Principal        | 08′    |
| 3.               | Gedackt          | 08′    |
| 4.               | Oktave           | 04′    |
| 5.               | Blockflöte       | 04′    |
| 6.               | Nasat            | 2 ⁄3′  |
| 7.               | Waldflöte        | 02′    |
| 8.               | Terz             | 1 3⁄5′ |
| 9.               | Jauchzend Pfeife | 01′    |
| 10.              | Mixtur V-VI      | 02′    |
| 11.              | Trompete         | 08′    |
|                  | Tremulant        |        |

| II Schwellwerk C–g3 |                    |       |
| 12.                 | Rohrflöte          | 8′    |
| 13.                 | Spitzgambe         | 8′    |
| 14.                 | Principal          | 4′    |
| 15.                 | Nachthorn          | 4′    |
| 16.                 | Oktave             | 2′    |
| 17.                 | Überbl. Gemsquinte | 2 ⁄3′ |
| 18.                 | None               | 8⁄9′  |
| 19.                 | Scharff IV-V       | 1 ⁄3′ |
| 20.                 | Schalmey           | 8′    |
|                     | Tremulant          |       |

| Pedal C–f1 |            |     |
| 21.        | Subbaß     | 16′ |
| 22.        | Oktave     | 08′ |
| 23.        | Gemsbaß    | 08′ |
| 24.        | Rohrpfeife | 04′ |
| 25.        | Nachthorn  | 02′ |
| 26.        | Mixtur IV  | 02′ |
| 27.        | Posaune    | 16′ |

- Koppeln: II/I, I/P, II/P

## Glocken
Das Geläut besteht aus vier Glocken der Glocken- und Kunstgießerei Rincker.
| Nr. | Name (Funktion) | Durchmesser (mm) | Masse (kg) | Schlagton (HT-1/16) | Inschrift                            |
| 1   | –               | 1.024            | 655        | g1 −1               | –                                    |
| 2   | Betglocke       | 773              | 287        | c2 −0,5             | SINGET DEM HERRN EIN NEUES LIED      |
| 3   | –               | 660              | 185        | es2 +1,5            | DIENET DEM HERRN MIT FREUDEN         |
| 4   | –               | 590              | 128        | f2 +1+              | GEHET ZU SEINEN TOREN EIN MIT DANKEN |